# Clemens von Pirquet

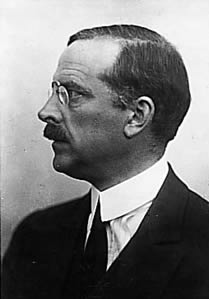
Clemens von Pirquet (vor 1906)

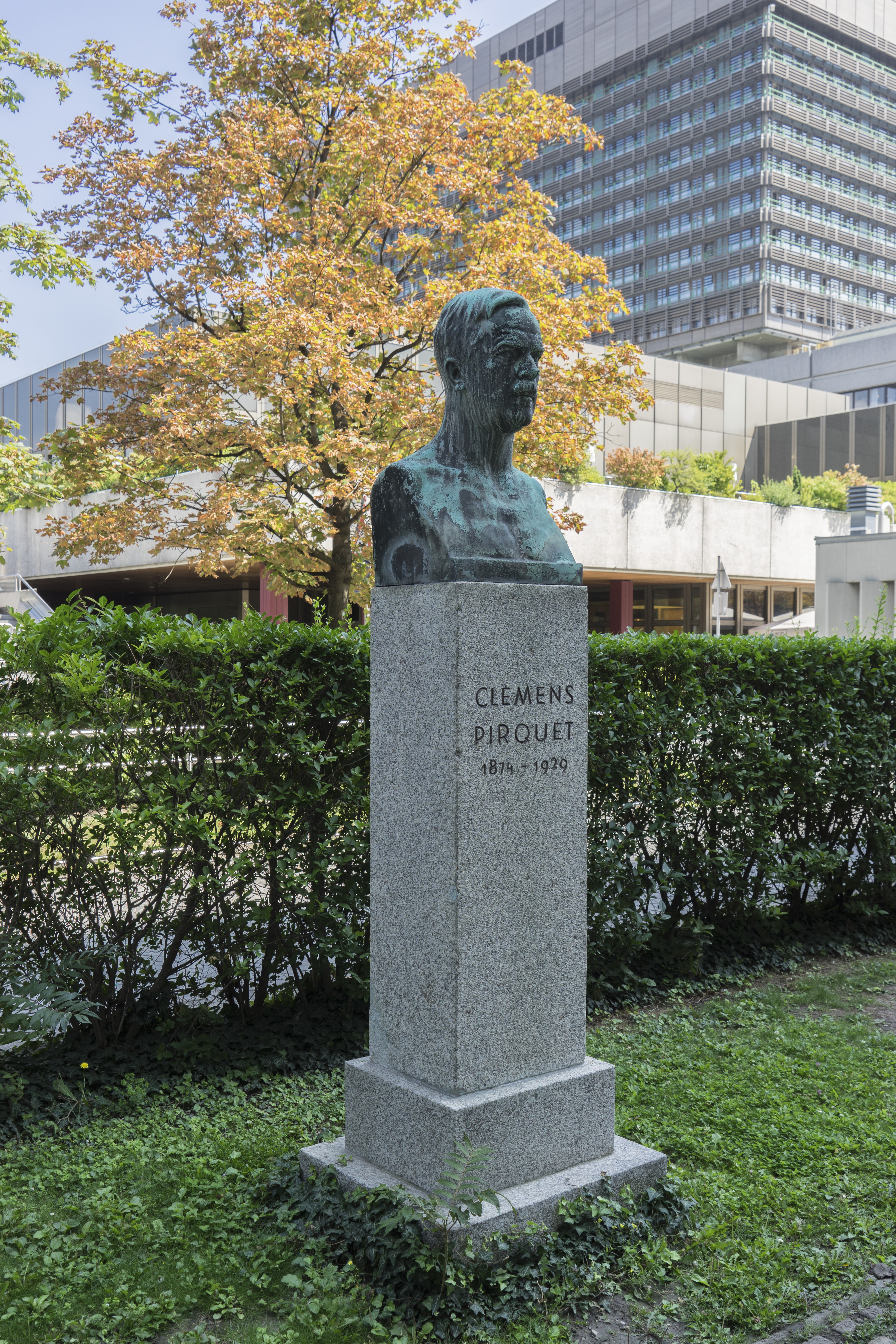
Clemens-Pirquet-Denkmal von Josef Heu im Wiener AKH

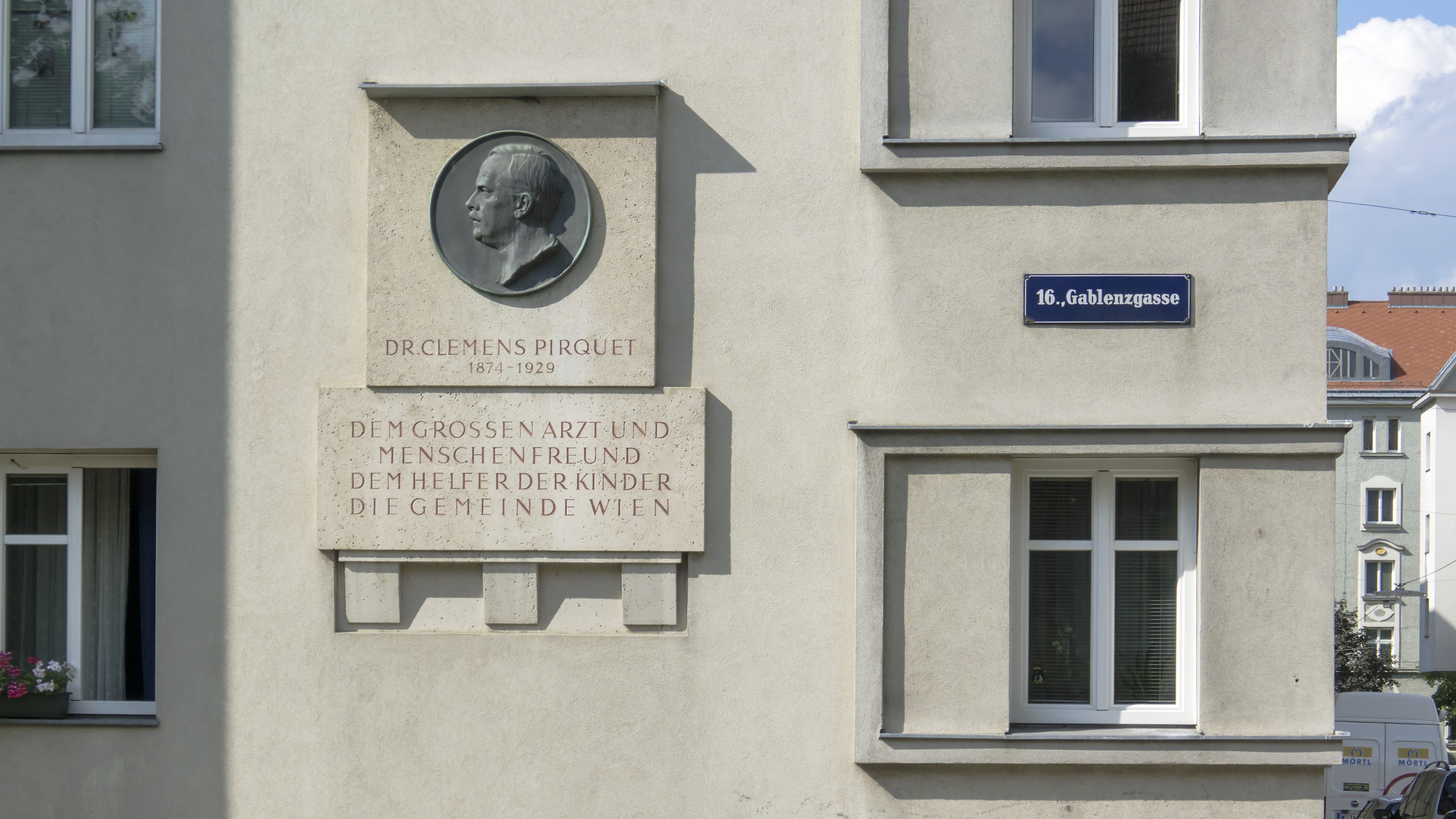
Inschrift am Pirquethof in Ottakring

Clemens Peter Freiherr von Pirquet, eigentlich Clemens Peter Freiherr Pirquet von Cesenatico, genannt de Merdaga (* 12. Mai 1874 in Hirschstetten bei Wien; † 28. Februar 1929 in Wien) war ein österreichischer Kinderarzt. Er ist bekannt durch seine Forschungen auf den Gebieten der Bakteriologie und Immunologie.

## Werdegang
Clemens von Pirquet stammte von einer alten Patrizierfamilie des Hochstifts Lüttich ab; Peter Pirquet, genannt de Merdaga war 1809 mit dem Militär-Maria-Theresien-Orden ausgezeichnet worden und hatte 1818 für die Familie den österreichischen Freiherrnstand mit dem Prädikat von Cesenatico erlangt (er hatte im Österreichisch-Neapolitanischen Krieg 1815 die siegreichen österreichischen Truppen in der Schlacht bei Cesenatico kommandiert). Clemens von Pirquets Vater, Peter Zeno von Pirquet (1838–1906), war Repräsentant der „Landeigner-Partei“ (Verfassungstreuer Großgrundbesitz) und spielte als Abgeordneter im Reichsrat und im niederösterreichischen Landtag eine bedeutende Rolle. Die Mutter, Flora Freiin von Pereira-Arnstein, entstammte einer jüdischen Wiener Bankiersfamilie. Sein Bruder war der um sechs Jahre jüngere Guido von Pirquet, der als Raketentechniker auch in den USA an Universitäten unterrichtete. 
Clemens absolvierte seine Schulausbildung im Schottengymnasium in Wien, im Kollegium Kalksburg und am Wiener Theresianum, wo er 1892 maturierte. Mit der Absicht Jesuiten-Pater zu werden, studierte er zunächst zwei Jahre Theologie an der Universität Innsbruck und ab 1893 Philosophie in Löwen. Er schloss seine Studien mit einem Magister ab, wechselte aber seinen Berufswunsch und begann 1895, sehr zum Missfallen seiner Eltern, mit dem Studium der Medizin in Wien, das er in Königsberg und dann in Graz fortsetzte, wo er 1900 promoviert wurde.
Nach Abschluss des Studiums begann Clemens von Pirquet bei Otto Heubner (1843–1926) an der Berliner Charité seine pädiatrische Ausbildung. In Berlin lernte er auch seine spätere, aus Hannover stammende Frau, Maria Christine van Husen (* 1878), kennen.
1901 wurde Pirquet Sekundararzt und 1902 Assistent von Theodor Escherich am Wiener St. Anna Kinderspital. Gleichzeitig arbeitete er unter Rudolf Kraus (1868–1932) am Universitätsinstitut für Serotherapie. Nach seiner Habilitation 1908 war er bereits so bekannt, dass er einen Ruf nach Amerika erhielt, wo er als Professor der Kinderheilkunde an der Johns-Hopkins-Universität in Baltimore zwei Jahre lang wirkte.
1910 wechselte er an den Pädiatrie-Lehrstuhl in Breslau. 1911 wurde er Nachfolger des verstorbenen Theodor Escherich und übernahm den Lehrstuhl für Kinderheilkunde an der Wiener Universitäts-Kinderklinik, wo er bis zu seinem Tode wirkte. Ende der 1920er-Jahre war Clemens von Pirquet eine derart prominente und geschätzte Persönlichkeit, dass er zum Präsidentschaftskandidaten der Ersten Republik nominiert wurde, was er selbst eher als Ehrerbietung denn ernst gemeint auffasste. Es kann vermutet werden, dass sein Privatleben weniger glücklich verlief, denn seine Frau wurde von seiner Familie nicht akzeptiert, war psychisch krank und Barbiturat-abhängig. Am Höhepunkt seiner Karriere nahm sich Clemens Freiherr von Pirquet am 28. Februar 1929 im Alter von 54 Jahren gemeinsam mit seiner (möglicherweise unheilbar kranken) Frau in Wien das Leben durch die Einnahme von Zyanid.
Sein Nachfolger als Vorstand der Universitätskinderklinik wurde Franz Hamburger (1874–1954).
Pirquet wurde fünf Mal für den Medizinnobelpreis vorgeschlagen, erhielt ihn aber nie.

## Leistungen
Bereits 1903 hinterlegte der pädiatrische Sekundararzt Clemens von Pirquet bei der k.k. Akademie der Wissenschaften seine Arbeit Zur Theorie der Infektionskrankheiten. Er beschrieb 1905 gemeinsam mit seinem Mitarbeiter Béla Schick, mit dem er ein Konzept der „vakzinalen Allergie“ erarbeitete, erstmals die Serumkrankheit. In ihrer klassischen Monographie Die Serumkrankheit beschäftigten sie sich auch intensiv mit dem „Zeitfaktor“ (Inkubationszeit), der zwischen der ersten Injektion eines Antiserums und dem Auftreten der Serumkrankheit liegt. 1906 führte Clemens von Pirquet, der das Berliner Antigen-Antikörper-Modell zur Erklärung der hypersensiblen Reaktion bei „Heuschnupfen“ als Zusammentreffen von Blütenpollen und körpereigenen Abwehrstoffen verwendete, in Wien den Begriff „Allergie“ (als griechische Übersetzung von Anders-Reaktion) in die medizinische Fachsprache ein. Er erkannte bei seinen Untersuchungen über die Erscheinungen nach der ersten und nach wiederholter Injektion von Diphtherieserum als Erster, dass Antikörper nicht nur schützende Immunantworten vermitteln können, sondern auch Ursache von Überempfindlichkeitsreaktionen sein können. 
Im Jahr 1907 entwickelte von Pirquet an der Kinderklinik eine Methode zur (Früh-)Diagnose der Tuberkulose, den Tuberkulin-Hauttest, der auch als Tuberkulinprobe und Pirquet-Reaktion bezeichnet wurde. Für diese Leistung wurde er fünfmal für den Nobelpreis nominiert, hat ihn aber nie erhalten. 1911 übernahm Clemens von Pirquet die neu erbaute Universitäts-Kinderklinik in Wien, an der er im selben Jahr eine heilpädagogische Abteilung gründete, die sich als erste weltweit mit der klinischen Forschung und Behandlung von hirnorganischen Schädigungen und Verhaltensauffälligkeiten bei Kindern beschäftigte.
Aufgrund seines Interesses für Fragen der Säuglingsernährung und seiner guten Kontakte organisierte er zwischen 1919 und 1921 österreichweit die Ausspeisungen der amerikanischen Kinderhilfsorganisation (ARA – American Relief Administration) und wurde Vorsitzender des Völkerbundkomitees für Säuglingsfürsorge. Im Zuge seiner Beschäftigung mit Ernährung entwickelte er ein eigenes Ernährungssystem, das sogenannte NEM-System (Nähreinheit Milch).
Pirquet entwickelte 1924 die Idee, Zähne in einem Zahnschema numerisch mit einem Zwei-Ziffern-System zu bezeichnen. Diese Idee wurde 1960 von Joachim Viohl aufgegriffen, mit dem er ein Zahnschema schuf, das seit 1970 von der Weltgesundheitsorganisation mit der Bezeichnung WHO-Zahnschema (englisch WHO Tooth numbering system) international Verwendung findet.

## Posthume Würdigung

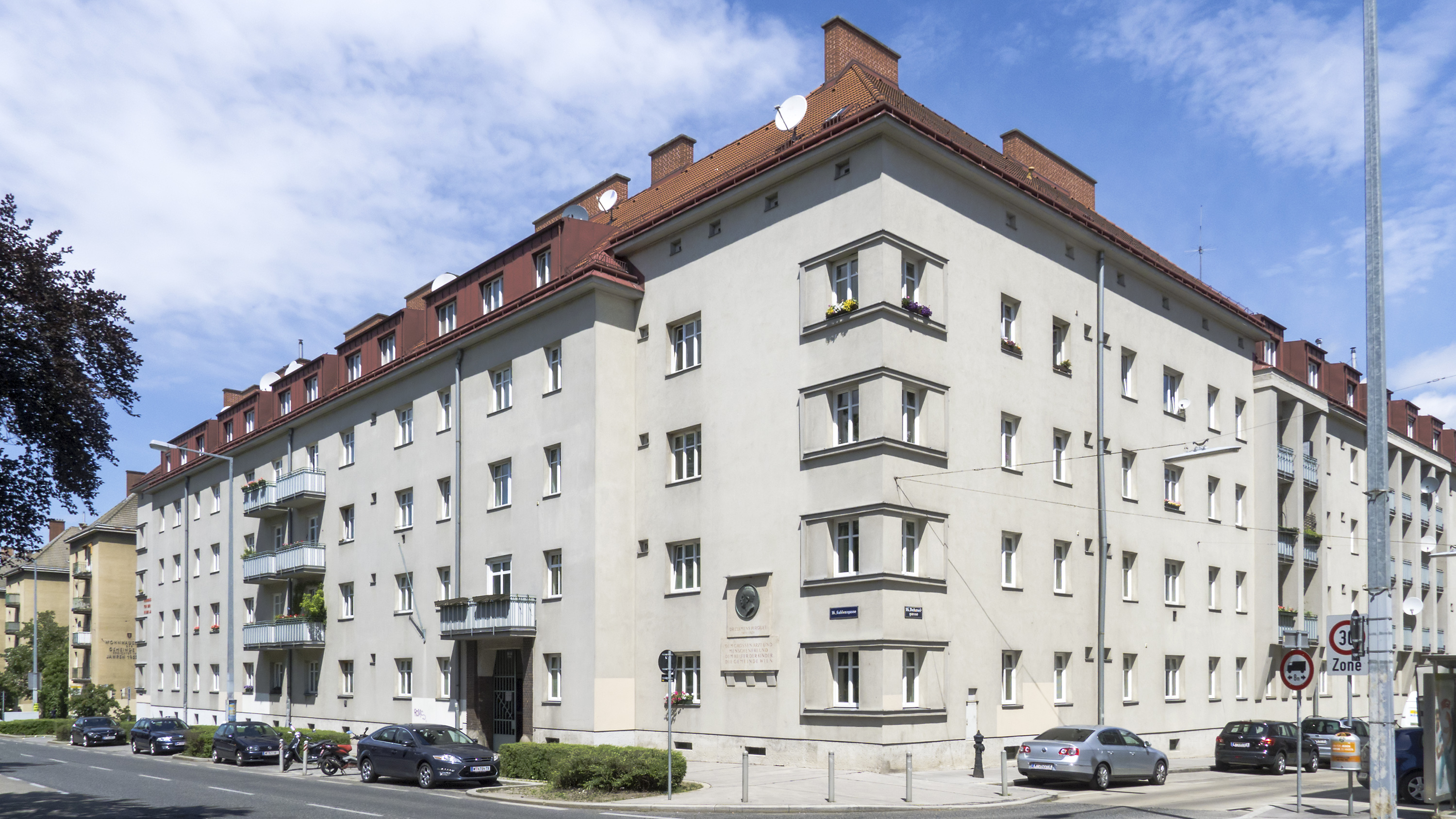
Der Pirquethof, Ecke Gablenzgasse / Dehmelgasse

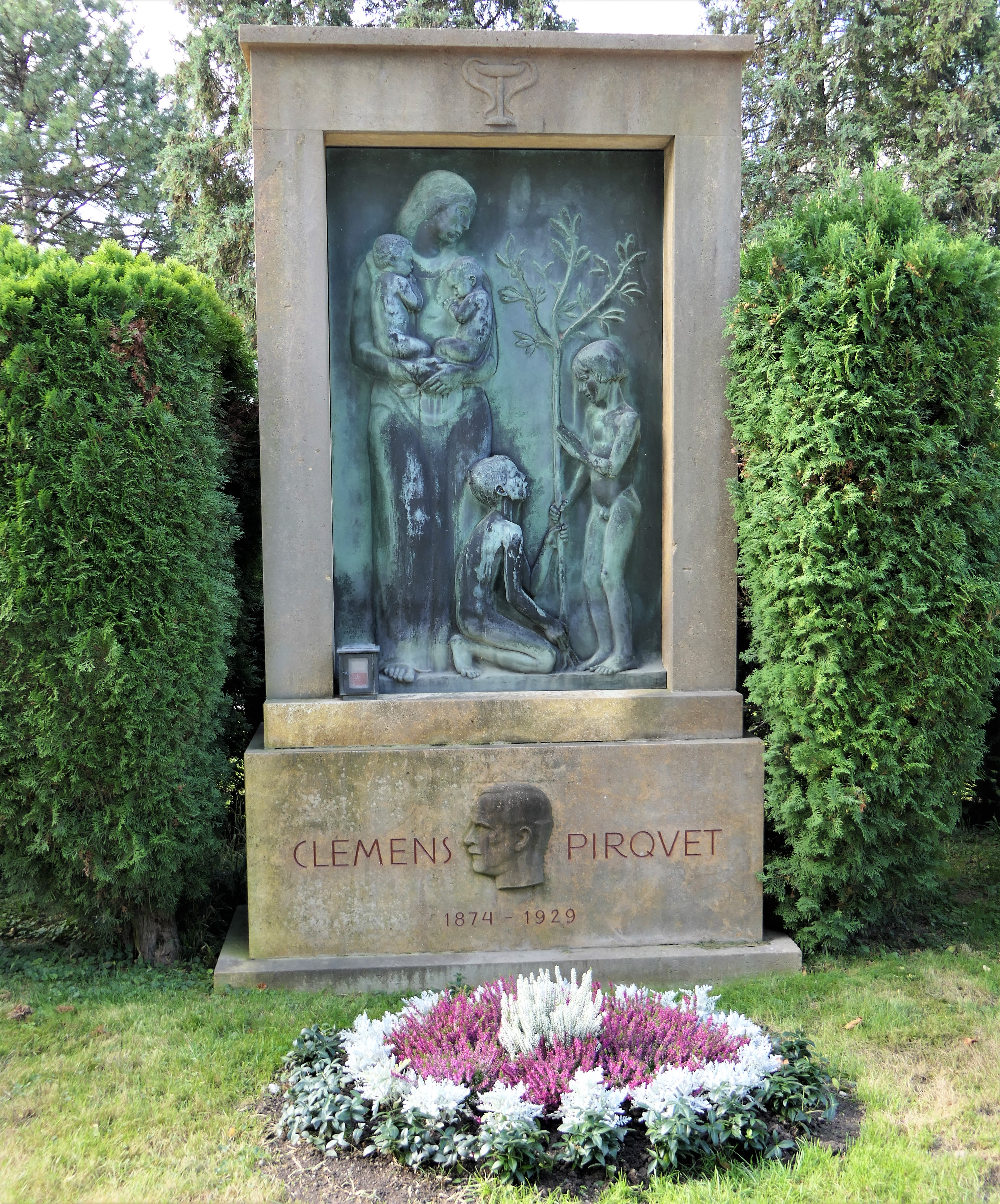
Grab von Clemens von Pirquet

- Ehrengrab der Stadt Wien auf dem Zentralfriedhof, Gruppe 32 C, Nr. 9.[11]
- Am 3. April 1932[12] wurde in der Gablenzgasse, Wien-Ottakring, eine in den Jahren 1929/1930 nach Plänen von Josef Hofbauer und Wilhelm Baumgarten errichtete Wohnhausanlage, der Pirquethof, eröffnet.[13] Das in der Gablenzgasse angebrachte Porträtmedaillon Pirquets schuf Franz Seifert.[14]
- 1974 wurde die Pirquetgasse in Wien-Donaustadt (22. Gemeindebezirk), wo die Familie Pirquet seit 1868 das Schloss Hirschstetten besaß, nach dem Kinderarzt benannt.[15][16]
- Die Dr.-Clemens-Pirquet-Straße in Perchtoldsdorf ist nach ihm benannt.[8]
- Im Jahr 2010 wurde von der Münze Österreich eine 50-Euro-Goldmünze innerhalb der Serie Große Mediziner Österreichs geprägt.[17]
- In Würdigung der Verdienste von Pirquet werden folgende Preise vergeben:
  - die Clemens von Pirquet-Medaille der Österreichischen Gesellschaft für Allergologie und Immunologie (ÖGAI) sowie
  - der Clemens von Pirquet-Preis der Österreichischen Gesellschaft für Kinder- und Jugendheilkunde.
  - das Clemens von Pirquet-Stipendium der Deutschen Gesellschaft für Allergologie und klinische Immunologie
  - Im September 2016 wurde die Ganztagsvolksschule Pirquetschule in der Pirquetgasse 6b im 22. Wiener Gemeindebezirk eröffnet.[18]

## Wappen
Peter Martin Pirquet von Cesenatico aus Anlass der mit Diplom vom 14. April 1818 erfolgten Erhebung in den erbländisch-österreichischen Freiherrnstand verliehen: „Ein halb quer und die Länge getheilter Schild. Im rechten oberen silbernen Felde drei aufrechtstehende (2 über 1) rothe Löwen; im rothen unteren blauen Felde zwei kreuzweis gelegte goldene weißbefiederte, mit den Spitzen nach aufwärts gerichtete Pfeile, deren Spitzen ein goldener Stern eingestellt ist. In der linken silbernen Schildeshälfte ragt aus dem unteren rechten blauen Feldesrande ein blaugekleideter Arm hervor, der mit bloßer Hand eine fliegende blauweißrothe Fahne an einer gleichfärbigen Stange hält, an deren Spitze auf einem goldenen Knopf ein einfacher linksgekehrter kleiner goldener, zum Fluge gerichteter Adler angebracht ist. Auf dem Schilde ruht die Freiherrnkrone, auf welcher sich ein in’s Visir gestellter gekrönter Turnierhelm erhebt. Aus der Krone wächst ein offener blauer, mit einem goldenen Stern belegter Adlerflug, welchem ein rother Löwe mit offenem Rachen, ausgeschlagener rother Zunge und aufgeschlagenem Schweife eingestellt ist. Die Helmdecken sind rechts roth mit Silber, links blau mit Gold belegt“. Aus: Constantin von Wurzbach: Biographisches Lexikon des Kaiserthums Österreich, Band 22, S. 340–342. – Pirquet von Cesenatico, die Familie.

## Veröffentlichungen (Auswahl)
- –, Béla Schick: Die Serumkrankheit. Deuticke, Wien 1905 (online).
- Allergie. In: Münchener Medizinische Wochenschrift. Band 30.1906, ZDB-ID 200445-8. Finsterlin, München 1906, S. 1457–1458 (Die erste Erwähnung des Begriffs „Allergie“).
- Klinische Studien über Vakzination und vakzinale Allergie. In: Münchener medizinische Wochenschrift. 1906, S. 53.
  - –. Leipzig 1907.
- Die frühzeitige Reaktion bei der Schutzpockenimpfung. 1906.
- Tuberkulindiagnose durch cutane Impfung. In: Berliner Klinische Wochenschrift. Band 44.1907, ZDB-ID 200441-0. Hirschwald, Berlin 1907, S. 644–645.
- Theodor Heller, –: Der Stand der Schularztfrage in Österreich. Verhandlungen der „Österreichischen Gesellschaft für Kinderforschung“ in Wien unter Vorsitz von Theodor Escherich im Jänner 1908. Bericht der Schriftführer der Gesellschaft. 1908.
- Der diagnostische Wert der kutanen Tuberkulinreaktion bei der Tuberkulose des Kindesalters. 1908.
- Schematische Darstellung der Säuglingsernährung. 1912.
- Theodor Escherich, –: Ernährung des Kindes während des Krieges. 1915.
- System der Ernährung. 1917–1920 (Teil 2 online).
- Ernst Mayerhofer (Hrsg.), – (Hrsg.), Josef Heussler (Bearb.): Lehrbuch der Volksernährung nach dem Pirquet’schen System. 1920.
  - An Outline of the Pirquet System of Nutrition. (englisch). W. B. Saunders, Philadelphia 1922 (online).
- Pelidisi-Tafel. 1921.
- Volksgesundheit im Krieg. Zwei Bände. 1926.
- Ernst Mayerhofer (Hrsg.), – (Hrsg.): Lexikon der Ernährungskunde. 1926.
- Allergie des Lebensalters. Die bösartigen Geschwülste. 1930.
- Handbuch der Kindertuberkulose. 1930.